# Chanda
No Hinduísmo, Chanda é um monstro matou Devi Chamunda

## Referencia
- Dictionary of Hindu Lore and Legend (ISBN 0-500-51088-1) por Anna Dhallapiccola